# Engerling
Als Engerling (aus mittel- bzw. althochdeutsch engerlinc/engerinc bzw. engiring = kleiner Wurm, Made), manchmal auch Emmerling, bezeichnet man die Käferlarven der Überfamilie Scarabaeoidea. Dazu gehören als bekannteste Käferarten nicht nur die Mai- und Junikäfer, sondern u. a. auch die Hirschkäfer, Gartenlaubkäfer, Rosenkäfer und Nashornkäfer.

## Nützlinge, gesetzlicher Schutz
Während die Larven von Mai-, Juni- und Gartenlaubkäfer als Schädlinge gelten, sind die Larven der Rosen- und Nashornkäfer Nützlinge, die sehr wertvoll in Komposthaufen sind. 
In Deutschland sind sie teilweise gemäß Bundesartenschutzverordnung „besonders geschützte“ Arten. Nach § 44 Bundesnaturschutzgesetz ist es danach verboten, „sie zu fangen, zu verletzen oder zu töten oder ihre Entwicklungsformen aus der Natur zu entnehmen, zu beschädigen oder zu zerstören“. Außerdem dürfen ihre „Fortpflanzungs- oder Ruhestätten“ nicht beschädigt oder zerstört werden; es ist außerdem verboten, sie zu kaufen, zu verkaufen oder in Besitz zu nehmen.

## Bekämpfung
Zur biologischen Bekämpfung der Engerlinge des Mai-, Juni- und Gartenlaubkäfers können z. B. Pilze wie Beauveria und Metarhizium eingesetzt werden.

## Unterscheidung
Mai- und Junikäfer-Larven sind vorn und hinten etwa gleich dick, am Kopf haben sie sehr lange, kräftige Beine mit deutlich ausgebildeten „Knicken“. Sie erreichen eine Länge von 5–7 cm und sind im Kompost praktisch nie zu finden.
Maikäfer-Engerlinge schlüpfen nach vier bis sechs Wochen aus dem Ei und werden fünf bis sechs Zentimeter lang. Der Körper ist eher weißlich, wohingegen der Kopf braun ist. Sie leben je nach Art zwischen zwei und vier Jahre in der Erde. Zunächst ernähren sie sich von Humus, dann von zarten Gras- und Krautwurzeln (z. B. Löwenzahnwurzeln) und später auch von Baumwurzeln. Der Wurzelfraß kann im Extremfall zum Absterben von ausgewachsenen Buchen führen. Wegen der Ernährung von lebenden Pflanzenwurzeln ist Kompost ein völlig ungeeigneter Lebensraum für diese Art. Bei günstiger Sommerwitterung verpuppt sich der Maikäfer-Engerling und wird nach vier bis sechs Wochen zum Käfer. In dieser Form überwintert er in einer Erdhöhle und gräbt sich, je nach Witterung, im April bis Mai des folgenden Jahres aus dem Erdboden.
Rosenkäfer-Larven (Cetonia aurata) sind hinten etwas dicker als vorn, haben nur kleine Stummelbeinchen, kommen typischerweise im Kompost vor und werden zu Unrecht oft aus Angst vor Pflanzenschäden getötet. Sie ernähren sich von verrottendem Holz und Pflanzenmaterial und sind durch die damit einhergehende beschleunigte Zersetzung sehr nützlich und wertvoll im Kompost.
Die Larven des Nashornkäfers (Oryctes nasicornis) sind sehr groß. Sie werden etwa 7 cm groß, oft sogar noch größer.

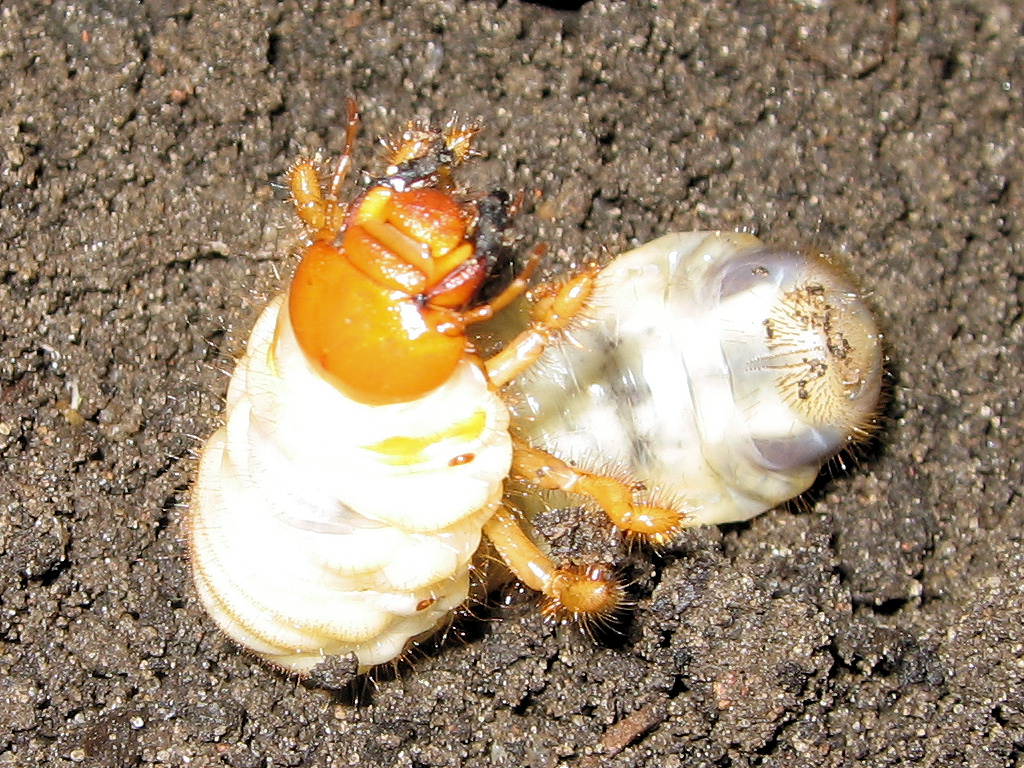
Engerling
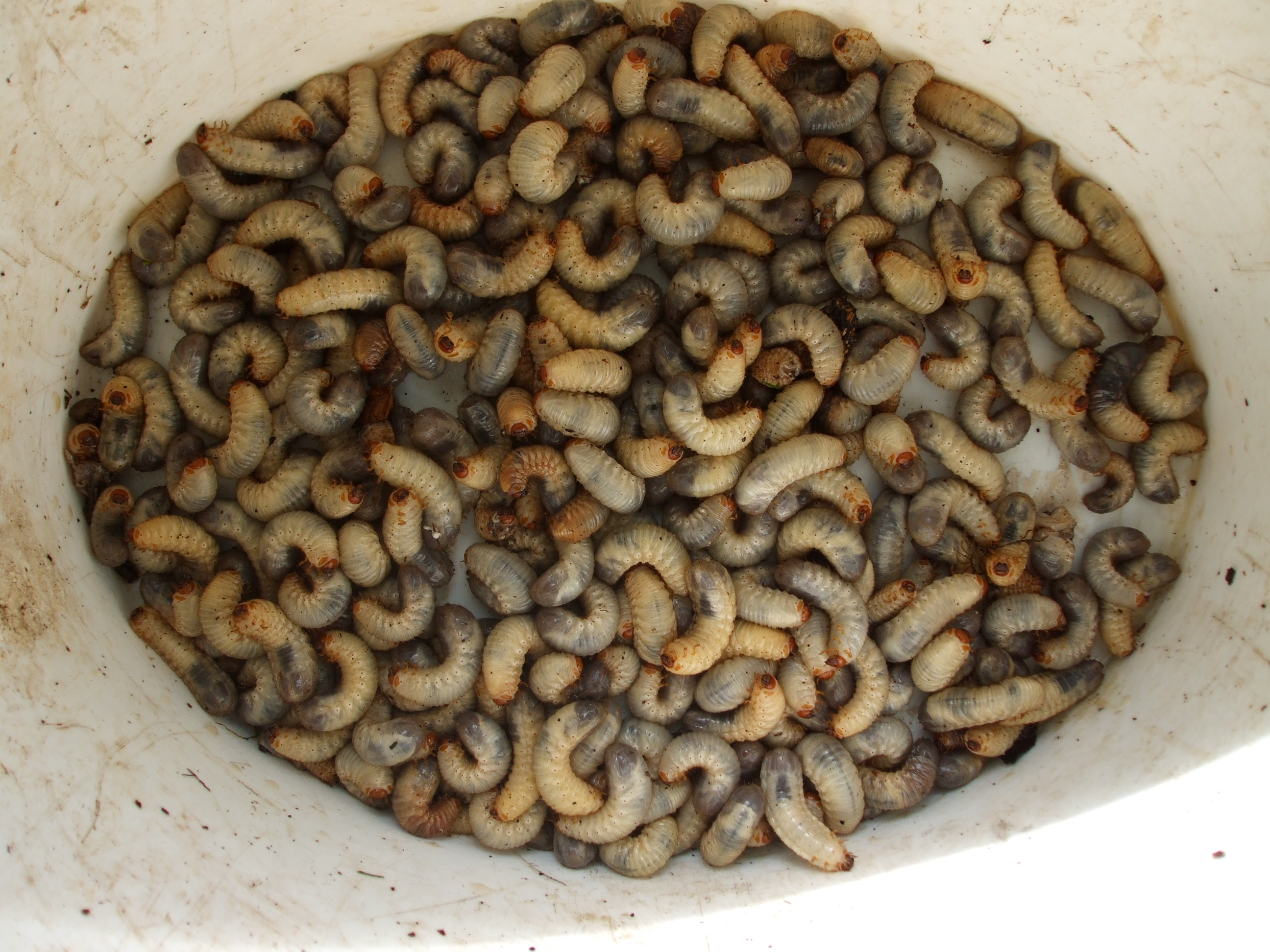
Sammlung von Rosenkäferlarven aus einem Komposthaufen
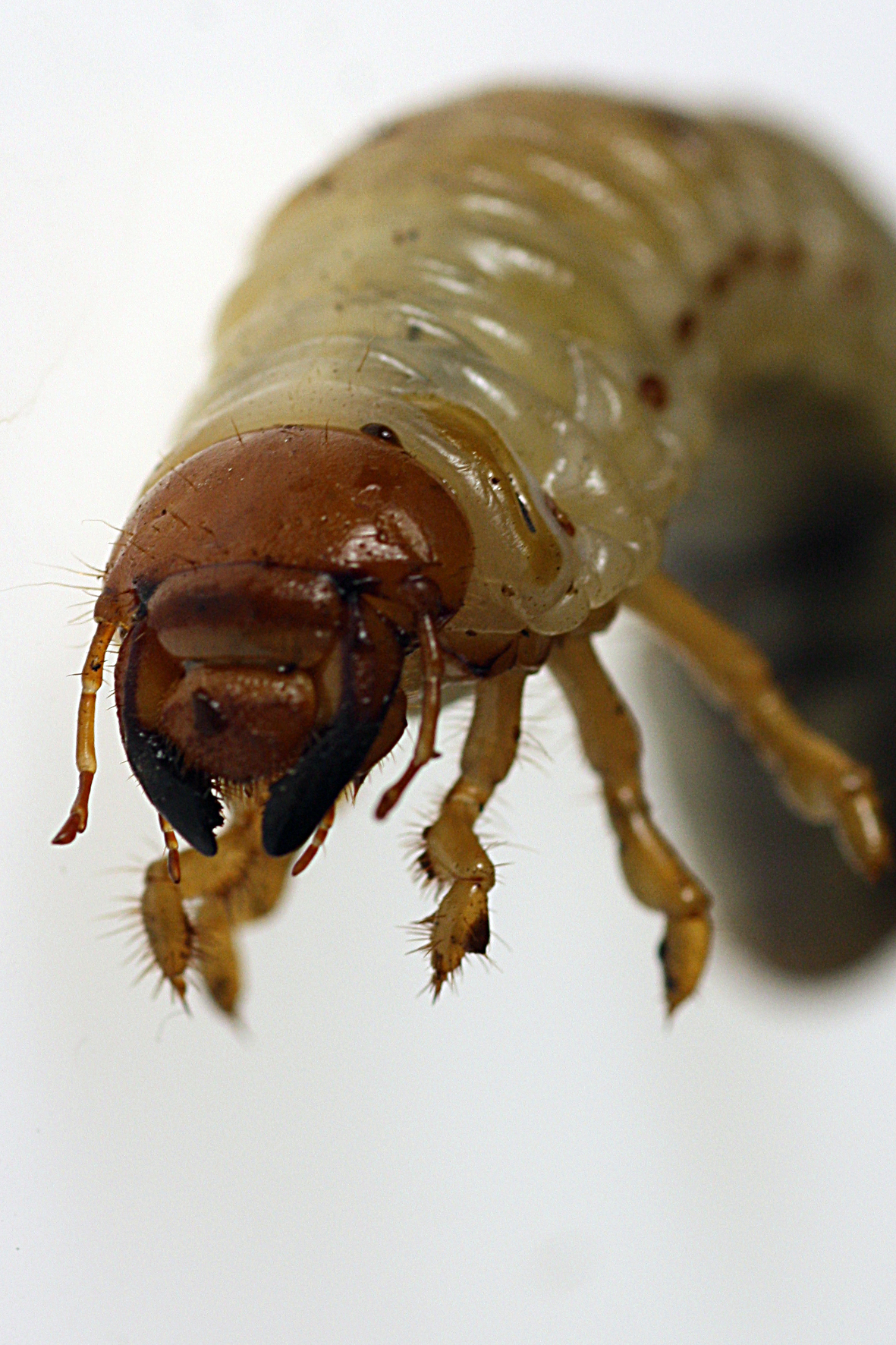
Vorderansicht eines Maikäfer-Engerlings
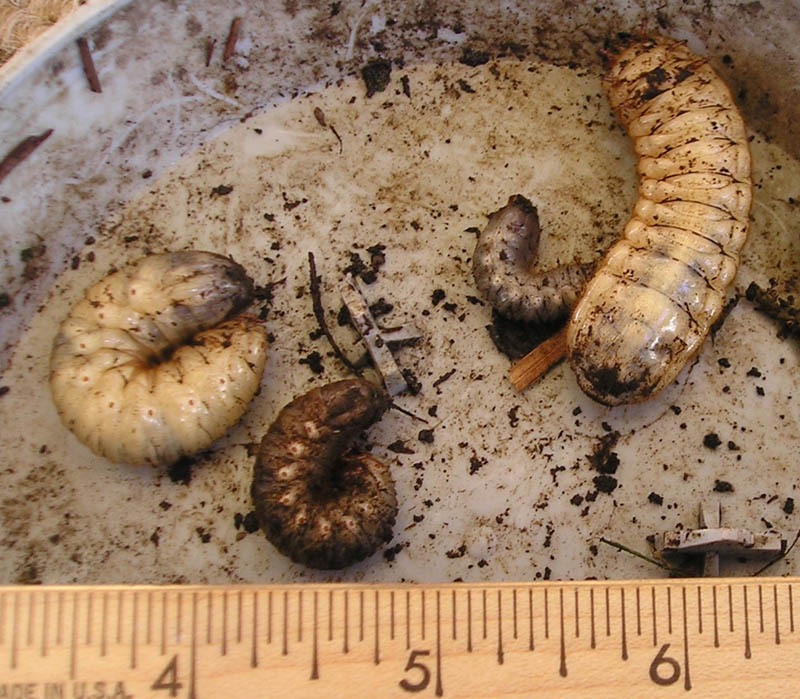
Larven von Cotinis mutabilis. Die rechte Larve bewegt sich gerade auf dem Rücken fort.
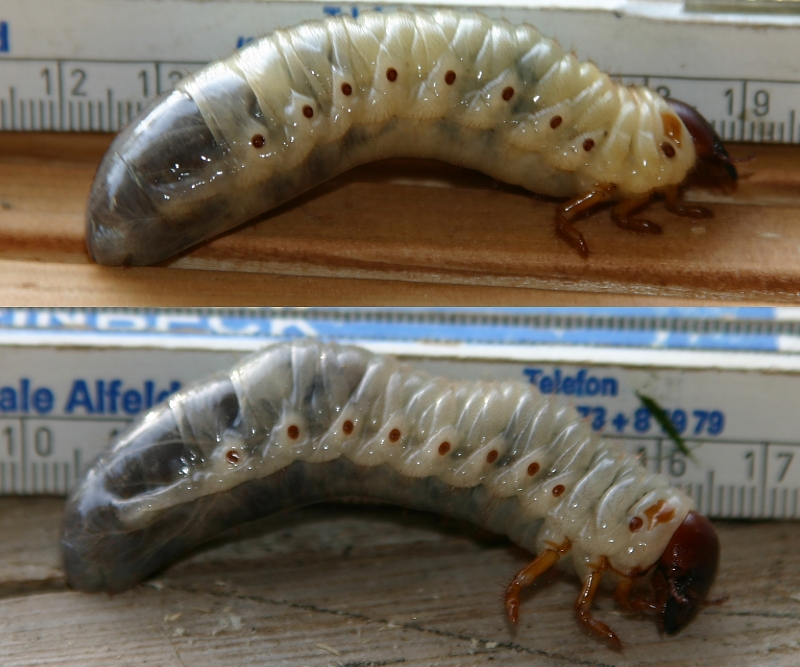
Nashornkäferlarven